# 4Fun

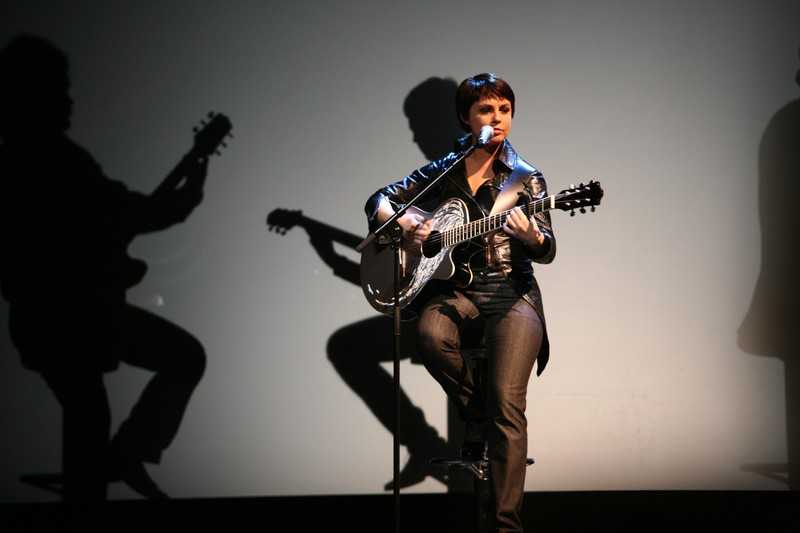
4fun i Eurovision song contest 2007.

4Fun är en musikgrupp från Litauen som representerade sitt land i finalen av Eurovision Song Contest 2007 den 12 maj i Helsingfors med låten "Love or Leave".